# Indila
Indila (* 26. června 1984 Paříž), vlastním jménem Adila Sedraïa, je francouzská R&B zpěvačka a hudební skladatelka.
Spolupracuje s dalšími francouzskými hudebníky, jako jsou třeba Nessbeal, Rohff, TLF či Youssoupha. Její píseň „Dernière danse“, která vyšla v prosinci 2013, dosáhla ve Francii v 2. příčky v žebříčku SNEP. Následný singl „Tourner dans le vide“ se dostal do francouzské Top 10.

## Osobní život
Narodila se v Paříži. Je indického, alžírského, kambodžského a egyptského původu. Je vdaná za Pascala Koeua, hudebního producenta a skladatele, známého jako DJ Skalp nebo Skalpovich.

## Diskografie

### Alba
| Název      | Podrobnosti o albu                                     | Umístění | Umístění | Umístění | Umístění | Umístění | Umístění | Certifikace                    |
| Název      | Podrobnosti o albu                                     | FRA      | BEL (VL) | BEL (WA) | GER      | POL      | SWI      | Certifikace                    |
| ---------- | ------------------------------------------------------ | -------- | -------- | -------- | -------- | -------- | -------- | ------------------------------ |
| Mini World | - Vydáno: 24. února 2014 - Label: Capitol Music France | 1        | 16       | 1        | 32       | 2        | 11       | - FRA: 3× Platinum - BEL: Gold |

### Singly
| Název                  | Rok  | Umístění | Umístění | Umístění | Umístění | Umístění | Umístění | Umístění | Umístění | Umístění | Umístění | Certifikace     | Album      |
| Název                  | Rok  | FRA      | AUT      | BEL (VL) | BEL (WA) | GER      | POL      | SWI      | GRE      | ISR      | TUR      | Certifikace     | Album      |
| ---------------------- | ---- | -------- | -------- | -------- | -------- | -------- | -------- | -------- | -------- | -------- | -------- | --------------- | ---------- |
| "Dernière danse"       | 2013 | 2        | 72       | 5        | 2        | 47       | 3        | 15       | 1        | 1        | 1        | - BEL: Platinum | Mini World |
| "Tourner dans le vide" | 2014 | 13       | —        | —        | 11       | —        | —        | —        | 10       | —        | —        |                 | Mini World |
| "S.O.S"                | 2014 | 8        | —        | —        | 23       | —        | —        | 62       | 10       | —        | —        |                 | Mini World |
| "Run Run"              | 2014 | 59       | —        | —        | —        | —        | —        | —        | —        | —        | —        |                 | Mini World |
| "Love Story"           | 2014 | 57       | —        | —        | 49       | —        | —        | —        | —        | —        | —        |                 | Mini World |
| "Parle à ta tête"      | 2019 | —        | —        | —        | —        | —        | —        | —        | —        | —        | —        |                 | —          |